# Gastone Novelli (aviatore)
Gastone Novelli (Ancona, 13 giugno 1895 – Padova, 3 giugno 1919) è stato un ufficiale e aviatore italiano, pluridecorato con medaglia d'argento al valor militare. Asso dell'aviazione da caccia, è accreditato di 8 abbattimenti durante la prima guerra mondiale.

## Biografia
Dopo aver completato gli studi fu assegnato ai Lancieri di Montebello. Chiese ed ottenne di essere destinato al Corpo aeronautico militare, prima il 31 luglio 1915 come Tenente Osservatore d'aeroplano della 11ª Squadriglia da ricognizione e combattimento Farman e poi come pilota, dopo avere frequentato un corso di pilotaggio alla scuola di Busto Arsizio.
Viene assegnato alla 30ª Squadriglia e poi ad un reparto caccia solamente il 20 marzo 1917, la 81ª Squadriglia Aeroplani. Ottenne quindi la sua prima vittoria in combattimento il 3 giugno 1917, abbattendo un biposto Hansa-Brandenburg C.I della Flik 4. Dopo altre due vittorie e molte missioni di volo, l'11 agosto 1917 gli venne conferito il comando della 76ª Squadriglia Caccia.

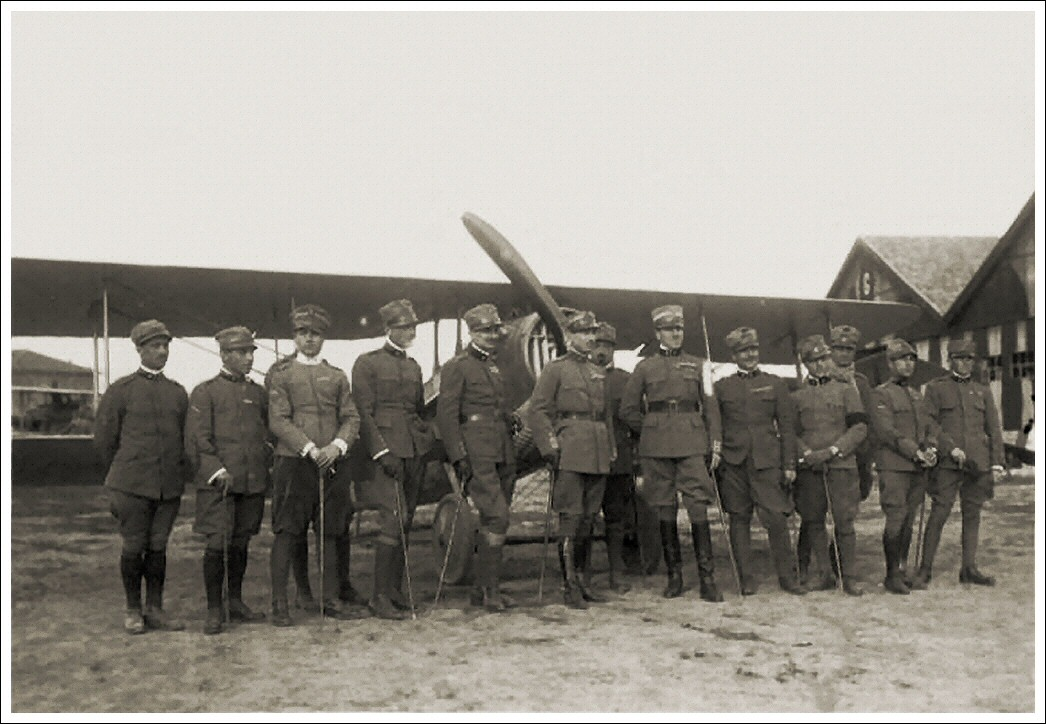
La 91ª Squadriglia aeroplani da caccia. Da sinistra; serg. Mario D'Urso, serg. Gaetano Aliperta, ten. Gastone Novelli, ten. Cesare Magistrini, cap. Bartolomeo Costantini, cap. Fulco Ruffo di Calabria, col. Pier Ruggero Piccio, ten. Guido Keller, magg. Francesco Baracca, ten. Ferruccio Ranza, ten. Mario de Bernardi, ten. Adriano Bacula, serg. Guido Nardini, sott. Eduardo Alfredo Olivero.

Il 22 agosto, rimase ferito in un combattimento aereo e quindi in convalescenza per breve tempo, ma dopo la rotta di Caporetto ritornò al fronte, assegnato ora alla 91ª Squadriglia aeroplani da caccia, comandata da Francesco Baracca. Qui ottenne le altre vittorie, abbattendo cinque velivoli nemici, alcuni in collaborazione con altri piloti della squadriglia, ed effettuando svariate missioni di attacco al suolo e ricognizione.
Il 17 maggio 1918 abbatte assieme a Guido Nardini e Cesare Magistrini l'Albatros D.III dell’asso austriaco Franz Gräser della Flik 61J a Pero, frazione di Breda di Piave.
Alla fine della guerra con un totale di otto vittorie ufficialmente riconosciute, rimase al medesimo reparto quale ufficiale di carriera. Venne sanzionato con 10 giorni di rigore per avere eseguito acrobazie aeree sull'ippodromo dei Parioli a Roma.
Morì il 3 giugno 1919 per un incidente di volo: in decollo da Padova, il motore si bloccò per un guasto e, nel tentativo di rientrare sul campo, l'aeroplano stallò e si capovolse al suolo urtando l'argine di un fosso; venne trasportato in ospedale, ma le lesioni subite risultarono mortali.
L'aeroporto di Ravenna, il 19 giugno 1921, nel corso della prima edizione della Coppa Baracca (Trofeo Aviatorio collegato alle manifestazioni in memoria dell'asso italiano) fu intitolato a Gastone Novelli.